# Thomas Mesnier
Pour les articles homonymes, voir Mesnier.
Cet article possède un paronyme, voir Thomas Meunier.
Thomas Mesnier, né le 4 mars 1986 à Barbezieux, est un homme politique français.
Médecin urgentiste, il rejoint La République en marche (LREM), puis est élu député dans la première circonscription de la Charente lors des élections législatives de 2017. En novembre 2017, il intègre le bureau exécutif de LREM. En janvier 2019, il devient référent Santé pour le mouvement. De 2020 à 2022, il est rapporteur général de la commission des Affaires sociales de l'Assemblée nationale et du budget de la Sécurité sociale. En décembre 2021, il est nommé par Édouard Philippe, porte-parole du nouveau parti Horizons dont il intègre le bureau politique.
Réélu député en juin 2022, il intègre le groupe Horizons. Il en devient le vice-président le 19 juillet 2022 en remplacement de Naïma Moutchou, élue vice-présidente de l'Assemblée nationale. Le 2 décembre 2022, l'élection de Thomas Mesnier est annulée par le Conseil constitutionnel. Le 29 janvier 2023, il perd l'élection partielle face à René Pilato, candidat de la LFI-NUPES.

## Famille et parcours professionnel
Thomas Mesnier grandit à Juignac en Charente[réf. nécessaire].
Durant ses études de médecine à l'université de Poitiers, il est un membre actif de l'Association nationale des étudiants en médecine de France.
En 2013, il devient médecin urgentiste au centre hospitalier d'Angoulême. Il y exerce en tant qu'assistant spécialiste puis praticien hospitalier au sein des urgences et du SAMU/SMUR.
Lors de son élection comme député, il vit à Angoulême et est père d'un enfant.
Après la fin de son mandat parlementaire en décembre 2022, il reprend son activité de médecin urgentiste au centre hospitalier d'Angoulême en février 2023 avant d'accepter la mission de chef du pôle Urgences adultes SAMU-SMUR du CHU de Bordeaux.

## Activité politique

### Au sein de LaREM
Thomas Mesnier rejoint En marche ! en avril 2016 ; il est coordinateur de la « Grande Marche » en Charente durant l'été 2016,. Référent départemental d'En marche ! en Charente, à partir d'octobre 2016, il anime et fédère l'équipe départementale et les animateurs locaux sur le territoire et mène la campagne présidentielle en Charente.
Dans le cadre de la constitution du bureau exécutif de La République en marche, Thomas Mesnier et certains de ses collègues députés — notamment Richard Ferrand, Laetitia Avia et Pierre Person — rejoignent la liste no 4 composée d'élus locaux et de membres de la société civile. Cette liste considérée comme favorite est victorieuse lors du vote interne au mouvement le 18 novembre 2017.
En tant que membre du bureau exécutif, Thomas Mesnier exerce la fonction de délégué national à la jeunesse. Avec le soutien et la mobilisation des Jeunes avec Macron, il est chargé des enjeux relatifs à la jeunesse,.
À compter de janvier 2019, Thomas Mesnier devient référent Santé de LREM,. Il est également chargé des questions de bioéthique au sein de LREM.
En 2021, en vue de préparer le futur programme du mouvement pour l'élection présidentielle de 2022, Thomas Mesnier est chargé de piloter le groupe de travail Santé.

### Au sein d'Horizons
Il se rapproche d’Édouard Philippe au cours de son mandat parlementaire et rejoint Horizons à la création du parti en octobre 2021. Il intègre l’organigramme et le bureau politique du parti, Horizons, en décembre 2021. Il est nommé porte-parole aux côtés d'Agnès Firmin-Le Bodo.

### Mandat parlementaire

#### Élection
Il est investi par En Marche dans la première circonscription du département, à l'occasion des élections législatives de 2017. Il arrive en tête du premier tour avec 38 % des voix, devançant largement la candidate de La France insoumise Martine Boutin et la députée sortante Martine Pinville (PS). Au second tour, il est élu député avec 59,95 % des voix face à Martine Boutin,.

#### Exercice du mandat
Il est porte-parole du groupe LaREM pour le projet de loi de financement de la Sécurité sociale pour 2018, et responsable du groupe LaREM pour celui de 2019.
Il est nommé délégué à l'accès aux soins par Agnès Buzyn, ministre des Solidarités et de la Santé, dans le cadre du Plan d'accès aux soins lancé en octobre 2017. Thomas Mesnier et les deux autres délégués (la sénatrice Élisabeth Doineau et Sophie Augros, médecin généraliste) sont chargés « de porter le plan d'accès aux soins auprès des acteurs de terrain et de relayer les bonnes pratiques auprès du comité national de suivi des actions locales ». Ils remettent leur rapport en octobre 2018.
Dans ce même cadre, Thomas Mesnier a été chargé par la ministre d'une mission pour l'amélioration des soins non programmés dont les conclusions ont été remises à la ministre des Solidarités et de la Santé, Agnès Buzyn, le 22 mai 2018. 
En septembre 2018, il fait campagne pour l'élection de Gilles Le Gendre à la présidence du groupe LaREM,.
Le 6 février 2019, l’Assemblée nationale le désigne rapporteur général du projet de loi relatif à l’organisation et à la transformation du système de santé, dit « Ma Santé 2022 ». Le député défend la nécessité du partage de tâches entre professionnels de santé et dépose dans ce sens plusieurs amendements, dont celui offrant la possibilité pour les pharmaciens de délivrer certains traitements sous protocole, en lien systématique avec le médecin traitant. Après plusieurs mois de travail, la loi n°2019-774 du 24 juillet 2019 relative à l’organisation et à la transformation du système de santé est adoptée au parlement et publiée au JO du 26 juillet 2019.
Le 6 juin 2019, dans le contexte de la crise des urgences, Thomas Mesnier se voit confier par le Premier ministre et la ministre des Solidarités et de la Santé une mission nationale de refondation des services d’urgences, dite « mission Urgences ». Le Parisien le présente comme « l'auteur idéal » de ce rapport compte tenu de son « itinéraire professionnel » et de son « bagage politique ». Menée conjointement avec Pierre Carli, président du Conseil national de l’urgence hospitalière, leurs conclusions ont été rendues le 19 décembre 2019 avec la remise du rapport « Pour un Pacte de refondation des Urgences » dans lequel ils proposent notamment de « mettre en place un numéro totalement dédié à la santé, qui se déclinerait en site Internet et application smartphone », le « 113 ». Ce projet est abandonné avec l'épidémie de COVID-19.	
Courant 2019, il est à l'origine, avec le soutien de LaREM Gilles Le Gendre, de la tenue de trois petits déjeuners, qu'il anime avec trois collègues, permettant à des députés de la majorité de débattre du projet de loi relatif à la bioéthique.
En mai 2020, avec le soutien du président du groupe LREM Gilles Le Gendre, il devient rapporteur général de la commission des Affaires sociales de l'Assemblée nationale, ainsi que rapporteur général du budget de la Sécurité sociale, en remplacement d'Olivier Véran, devenu ministre des Solidarités et de la Santé.
Le 3 juin 2020, Thomas Mesnier est nommé rapporteur du projet de loi relatif à la dette sociale et à l’autonomie à l'Assemblée nationale sur lequel il dépose et fait voter un amendement visant à la création d’une cinquième branche « Autonomie » au sein du régime général de la Sécurité sociale.
Le 31 mars 2021, peu avant l'examen à l'Assemblée nationale d'une proposition de loi d'Olivier Falorni « donnant le droit à fin de vie libre et choisie », Thomas Mesnier prend position contre l'euthanasie dans un entretien publié dans L'Express.
Le 4 mai 2021, il dépose une proposition de loi et une proposition de loi organique à l'Assemblée nationale relatives aux lois de financement de la sécurité sociale afin « d'améliorer l'information et le travail du Parlement sur les finances sociales ». Elle est adoptée en 2022.

#### Second mandat
Thomas Mesnier est réélu lors des élections législatives de 2022 face au candidat NUPES René Pilato avec 50,03 %, avec seulement 24 voix d'écart.
Le 20 juillet 2022, il est le seul député de l'hémicycle à voter contre la déconjugalisation de l'allocation aux adultes handicapés (AAH) dans laquelle il voit « une atteinte à nos principes de solidarité » qui « va bénéficier aux personnes les plus aisées ».
Le 2 décembre 2022, son élection est annulée par le Conseil constitutionnel. Libération rapporte que « le Conseil constitutionnel relève, en effet, la présence de «18 votes, correspondant à des différences de signature significatives, [qui] devaient être regardés comme irrégulièrement exprimés», de «8 émargements douteux» ou qu’«une personne qui n’avait pas qualité pour voter faute de procuration régulière avait introduit son bulletin dans l’urne avant que les membres du bureau ne se soient aperçus de son défaut de qualité pour voter». ».
Le dimanche 22 janvier 2023, il se qualifie au second tour face à René Pilato, candidat LFI-NUPES. Au second tour, il perd l'élection partielle de 500 voix face au candidat insoumis.

### Départementales de 2021
Thomas Mesnier est candidat aux élections départementales 2021 en Charente pour la majorité départementale sur le canton d'Angoulême-2. Il est soutenu par l'ancien Premier ministre, Édouard Philippe. Il est en binôme avec Laëtitia Regrenil, infirmière et adjointe au maire de L’Isle-d’Espagnac.
Au premier tour des élections départementales, il arrive en tête du canton d'Angoulême-2 avec 42,18 % des voix. Il est élu au second tour avec 53,11 % des voix.